# Nådemedel
Nådemedel (latin: media gratiae), kallas inom den kristna teologin, de medel – ordet och sakramenten –, varigenom Gud genom Anden träder i gemenskap med människan och gör henne delaktig av sin nåd. 
En särskild betydelse har detta begrepp inom lutherdomen. Den lutherska läran om nådemedlen är utbildad i motsats dels till den romerska katolicismens, dels till de mystisk-spiritualistiska riktningarnas, dels slutligen i viss mån till den reformerta kyrkans åskådning. Motsatsen till den romerska katolicismen framträder tydligast i den helt olika betydelse, som på den ena och den andra sidan tillkommer "ordet". Enligt romersk-katolsk åskådning är det blott genom sakramenten, som, på ett sätt, som inte kan för medvetandet klargöras, en verklig nådemeddelelse sker; ordet, som här fattas väsentligen som dogmatisk och etisk lärolag, har för frälsningstillägnelsen egentligen blott betydelsen av ett incitament, som driver människan att söka Guds nåd. I den evangelisk-lutherska kyrkan åter träder ordets betydelse som nådemedel så starkt i förgrunden, att termen "ordet" ofta används som den sammanfattande beteckningen för nådemedlen (ordet i trängre mening och sakramenten) över huvud och att också i fråga om sakramenten, vilka ofta, utan att därmed en uttömmande bestämning avses, betecknas som "synliga ord", den avgörande tonvikten läggs på det sakramentshandlingen beledsagande och uppbärande gudomliga instiftelse- och löftesordet. Denna skillnad är tydligen en omedelbar följd av olikheten i själva nådebegreppet. 
Lika fjärran som det måste ligga att tänka sig ordet som bärare av den romerska katolicismens naturartat uppfattade "nåd", lika naturligt framgår betoningen av ordet – det främsta medlet för all meddelelse och all innerligare gemenskap personligheter emellan – som nådemedel som en konsekvens av lutherdomens personliga uppfattning av nåden. Denna betydelse har ordet då inte som förmedlare av något slags substantiell "kraft" eller dylikt, utan just genom sitt innehåll, som evangeliet om Guds kärlek i och genom Kristus. Dock får detta inte förstås så, som om ordets betydelse skulle uppgå i meddelandet av ett visst läroinnehåll, som tillägnas av människan på reflexionens väg, utan beteckningen av ordet som nådemedel, liksom läran om att Anden verkar och ges i och genom ordet, innebär, att Gud själv genom ordet handlar med människan och med henne träder i en gemenskap, som från en sida är tillgänglig för den klara, psykologiska analysen, men dock inte låter sig fattas till hela sitt djup på denna väg – också här är analogin med ordets betydelse för gemenskapen människor emellan lärorik. 
Innesluter sålunda den lutherska nådemedelsläran ett starkt moment av personlighetsmystik, så kommer dess motsats till den mystisk-spiritualistiska åskådningen med dess åberopande av "det inre ordet" eller "ljuset" till uttryck i satsen, att Anden ges endast genom (det "yttre") ordet – en omedelbar konsekvens av betonandet av trons beroende av uppenbarelsen i Kristus. Precis som en bärkraftig visshet om Gud endast kan stödjas på honom, så kan också en verklig gemenskap till Gud förverkligas endast i, genom och under det ständigt förnyade tillägnandet av evangeliet om honom. I avvisandet av den romersk-katolska liksom av den "svärmiskt" mystiska åskådningen är den reformerta kyrkan i huvudsak ense med den lutherska. Dock består också mellan dem en väsentlig skillnad i detta hänseende. Å ena sidan har den reformerta kyrkans predestinationslära till följd, att nådemedlen för den över huvud inte får samma konstitutiva betydelse som för den lutherska: de snarare bekräftar än egentligen förmedlar nåden, och om Anden än i regel betjänar sig av dem, är hans verksamhet dock på intet sätt bunden vid dem. Å andra sidan för det halvt deistiska draget i det reformerta gudsbegreppet med sig, att den djupa mystiken i den lutherska nådemedelsläran här går förlorad. I senare hänseendet framträder motsatsen tydligast i sakramentsläran, men gör sig dock på alldeles analogt sätt gällande även i uppfattningen av ordet i trängre mening.